# Borbath
Borbath ist ein Gemeindeteil des Marktes Emskirchen im Landkreis Neustadt an der Aisch-Bad Windsheim (Mittelfranken, Bayern). Borbath liegt in der Gemarkung Eckenberg.

## Geografie
Durch das Dorf fließt ein namenloser linker Zufluss der Mittleren Aurach. 0,5 km westlich des Ortes erhebt sich der Kaisersberg (369 m ü. NHN), 0,5 km nordwestlich liegt das Breitenfeld, im Osten das Schneckenfeld. Eine Gemeindeverbindungsstraße führt nach Eckenberg (1,7 km nordöstlich) bzw. die Staatsstraße 2244 kreuzend nach Leitsmühle (0,9 km südöstlich).

## Geschichte
Der Ort wurde 1174 als „Vorbeten“ erstmals schriftlich erwähnt. Im Jahre 1740 wurde der Ort „Porbert“ genannt.
Gegen Ende des 18. Jahrhunderts gab es in Borbath 14 Anwesen. Das Hochgericht übte das brandenburg-bayreuthische Fraischvogteiamt Emskirchen-Hagenbüchach aus. Die Dorf- und Gemeindeherrschaft hatte das Vogtamt Hagenbüchach. Grundherren waren das Fürstentum Bayreuth: 11 Anwesen, das Vogtamt Hagenbüchach: 2 Halbhuben, 2 Halbhöfe, 1 Gut, das Klosteramt Münchaurach: 2 Güter, 2 Gütlein, das Klosteramt Frauenaurach: 1 Gut, das Kastenamt Neustadt an der Aisch: 1 Sölde, die Herrschaft Wilhermsdorf: 1 Haus und die Siechkobelstiftung St. Jobst der Reichsstadt Nürnberg: 1 Gut, 1 Sölde.
Von 1797 bis 1810 unterstand der Ort dem Justizamt Markt Erlbach und Kammeramt Emskirchen. Im Rahmen des Gemeindeedikts wurde Borbath dem 1811 gebildeten Steuerdistrikt Oberreichenbach zugeordnet. Es gehörte der 1813 gegründeten Ruralgemeinde Eckenberg an. Die freiwillige Gerichtsbarkeit über ein Anwesen hatte bis 1839 das Patrimonialgericht Wilhermsdorf. Am 1. Januar 1972 wurde Borbath im Zuge der Gebietsreform in Bayern nach Emskirchen eingemeindet.

### Ehemalige Baudenkmäler
- Haus Nr. 4: ursprünglich eingeschossiges Wohnstallhaus, Wohnteil aufgestockt; Quadersockel, Ecklisenen; Im Türsturz „18 A“(?) „L 31“[9]
- Haus Nr. 15: zugehörige Scheuer mit hohem Satteldach, konstruktives Fachwerk, profiliertes Holztraufgesims; Westseite rundbogige Kellertür, im Bogen „18 IAK“(ersch) „B“(aum) „11“[9]

### Einwohnerentwicklung
| Jahr      | 001818 | 001840 | 001861 | 001871 | 001885 | 001900 | 001925 | 001950 | 001961 | 001970 | 001987 | 002019 |
| Einwohner | 115    | 117    | 128    | 103    | 102    | 97     | 94     | 140    | 83     | 87     | 76     | 87     |
| Häuser    | 17     | 18     |        |        | 17     | 17     | 17     | 17     | 18     |        | 20     |        |
| Quelle    | [ 11 ] | [ 12 ] | [ 13 ] | [ 14 ] | [ 15 ] | [ 16 ] | [ 17 ] | [ 18 ] | [ 19 ] | [ 20 ] | [ 21 ] |        |

## Religion
Borbath ist seit der Reformation evangelisch-lutherisch geprägt und bis heute nach St. Kilian (Emskirchen) gepfarrt.